# 데라우치 내각
데라우치 내각(일본어: 寺内内閣)은 원수 육군대장, 조선 총독, 군사참의관 데라우치 마사타케가 제18대 내각총리대신으로 임명되어, 1916년 10월 9일부터 1918년 9월 29일까지 존재한 일본의 내각이다.
총사직한 것은 1918년(다이쇼 7년) 9월 21일이지만 하라 내각이 성립될 때까지 직무를 수행하였다.

## 재직 기간
- 1916년(다이쇼 5년) 10월 9일 ~ 1918년(다이쇼 7년) 9월 29일
- 재직 일수 : 721일

## 인사

### 국무대신
| 직책         | 대수 | 성명              | 성명 | 주요 경력              | 재직 기간                          | 비고      |
| ------------ | ---- | ----------------- | ---- | ---------------------- | ---------------------------------- | --------- |
| 내각총리대신 | 18   | 데라우치 마사타케 |      | 백작·원수 육군대장     | 1916년 10월 9일 ~ 1918년 9월 29일  |           |
| 외무대신     | 31   | 데라우치 마사타케 |      | 백작·원수 육군대장     | 1916년 10월 9일 ~ 1916년 11월 21일 | 임시 겸직 |
| 외무대신     | 32   | 모토노 이치로     |      | 자작                   | 1916년 11월 21일 ~ 1918년 4월 23일 |           |
| 외무대신     | 33   | 고토 신페이       |      | 남작·귀족원 의원       | 1918년 4월 23일 ~ 1918년 9월 20일  |           |
| 내무대신     | 34   | 고토 신페이       |      | 남작·귀족원 의원       | 1916년 10월 9일 ~ 1918년 4월 23일  |           |
| 내무대신     | 35   | 미즈노 렌타로     |      | 귀족원 의원            | 1918년 4월 23일 ~ 1918년 9월 29일  |           |
| 대장대신     | 22   | 데라우치 마사타케 |      | 백작·원수 육군대장     | 1916년 10월 9일 ~ 1916년 12월 16일 | 겸직      |
| 대장대신     | 23   | 소다 가즈에       |      | 귀족원 의원            | 1916년 12월 16일 ~ 1918년 9월 29일 |           |
| 육군대신     | 25   | 오시마 겐이치     |      | 육군중장               | 1916년 10월 9일 ~ 1918년 9월 29일  |           |
| 해군대신     | 21   | 가토 도모사부로   |      | 해군대장               | 1916년 10월 9일 ~ 1918년 9월 29일  |           |
| 사법대신     | 21   | 마쓰무로 이타스   |      | 자작 사법대신          | 1916년 10월 9일 ~ 1918년 9월 29일  |           |
| 문부대신     | 28   | 오카다 료헤이     |      | 귀족원 의원            | 1916년 10월 9일 ~ 1918년 9월 29일  |           |
| 농상무대신   | 28   | 나카쇼지 렌       |      | 귀족원 의원 농상무대신 | 1916년 10월 9일 ~ 1918년 9월 29일  |           |
| 체신대신     | 24   | 덴 겐지로         |      | 남작·귀족원 의원       | 1916년 10월 9일 ~ 1918년 9월 29일  |           |

### 기타
| 직책         | 대수 | 성명              | 성명 | 주요 경력        | 재직 기간                         | 비고 |
| ------------ | ---- | ----------------- | ---- | ---------------- | --------------------------------- | ---- |
| 내각서기관장 | 20   | 고다마 히데오     |      | 백작·귀족원 의원 | 1916년 10월 9일 ~ 1918년 9월 29일 |      |
| 법제국장관   | 18   | 아리마쓰 히데요시 |      | 귀족원 의원      | 1916년 10월 9일 ~ 1918년 9월 29일 |      |